# 青岛电影学院
青岛电影学院，是由青岛满天下文化投资发展有限公司举办的民办普通本科高校。其前身是由北京电影学院申办的一所民办艺术类本科独立学院北京电影学院现代创意媒体学院，位于中國青岛市黄岛区。

## 历史
2005年3月，山东省教育厅批准北京电影学院与青岛满天下文化投资发展有限公司合作办学，筹建“北京电影学院青岛创意媒体学院”。
2008年6月，北京市教育委员会批准在青岛市设立该独立学院。2010年10月19日，教育部批复同意设立北京电影学院现代创意媒体学院，次年正式开学。
2021年1月26日，山东省教育厅发布公示，北京电影学院现代创意媒体学院转设后拟用校名“青岛电影学院”。2021年5月17日，教育部发展规划司发布公示，拟同意该院转设为民办本科高校青岛电影学院。2021年6月，经主管部门批准，该校自当年高招起改以青岛电影学院名义招生。

## 院系设置
- 编剧、导演、表演、摄影艺术与技术、视觉艺术、录音艺术与技术、动画艺术、传媒管理